# Decibelios
Decibelios és un grup d'Oi! sorgit en els 80 al Prat de Llobregat. Van marcar un abans i un després en la música alternativa espanyola, sent un dels primers grups skins del país. Van aparèixer en el programa de la televisió La Bola de Cristal presentat per Alaska. L'any 2014 van tornar als escenaris amb la gira "A por ellos! 2014".

## Membres
- Miguel: Bateria 1980-1990
- Fray: Veu 1980-1990
- Xavi: Guitarra 1980-1982
- Manolo: Baix 1980-1990
- Maciá: Guitarra 1980
- Manel: Guitarra 1982-1990

## Història
El grup va néixer al febrer de 1980 en (Barcelona). Els seus components originals eren Fra (veu), Miguel (bateria), Xavi (guitarra), Macià (guitarra) i Manolo (baix) i el nom original del grup va ser "dB". Algun temps després, en assabentar-se que hi havia un altre grup que responia a les sigles de «dB» (els estatunidencs The dB's), van decidir canviar-se a "Decibelios". Amb la sortida d'en Maciá, el grup va passar a ser un quartet.
Arran del seu primer concert a Madrid el 20 de març de 1982 en un local adjacent a la mítica sala Rock-Ola, van signar un contracte amb el segell DRO i van gravar el seu primer single, publicat sota el títol Paletas Putrefactos, que es va publicar a la fi d'aquest any.
El 1982, degut a diferències dins el grup, Xavi va abandonar la banda (tot i que encara apareix en la portada del single) i va ser substituït per en Manel (exMasturbadores Mongólicos), quedant així consolidat el grup fins a 1990. Altres músics també van tenir col·laboracions més o menys assídues amb el grup: Rock Río (trombó), Javi (trompeta) i Boris (saxofon, d'Ultratruita entre altres), contribuint a donar-li un so més ska als temes del grup.
Poc després van gravar el seu segon single, titulat Paletas y bolingas, publicat a mitjan 1983 i que conté una de les primeres fusions de punk i ska realitzades a Espanya, en la cançó «Voca de Dios» (sic).
Al febrer de 1984 graven el seu primer LP Caldo de pollo, sempre amb el segell madrileny DRO. Un any després, al febrer de 1985, graven el seu segon LP, titulat Oi!, en el qual apareix una versió, «Kaos», de The 4 Skins (el títol original és «Chaos»), que es converteix en un himne entre els seus seguidors, així com un tema en català, Achuntament (sic). El setembre del 1986 graven el seu tercer LP, Vaciones en el Prat, que és publicat a l'any següent. Aquest nou treball, amb un major contingut ska, és en el qual més cançons inclouen fins al moment.
Com a anècdota, cal recordar que en la primera edició d'aquest disc apareixia el tema «Estos macarrones aún no están hechos», que era una versió sense autorització de la famosa cançó de Antonio Machín «Angelitos negros», per la qual cosa van haver de destruir al voltant de 5.000 discos i pagar una multa de 250.000 pessetes. Posteriorment, en la segona edició del disc no s'incloïa aquesta cançó. Per això i el disc en si, es van fer més coneguts i van aconseguir cert èxit: emissores de ràdio independents i alguna que una altra publicació musical es van interessar per ells, van aparèixer en concerts de RNE a TVE 2, van participar en les 24 hores de RNE a Alcalá de Henares, i fins i tot concedeixen diverses entrevistes a TV3. Tampoc hem d'oblidar alguna actuació al programa musical de Televisió Espanyola Plástico.
En 1988 publiquen el seu quart LP, un directe gravat el 12 de novembre de 1987 a la sala Zeleste de Barcelona, anomenat Vivo's 88. En 1989 Manel deixa el grup i amb un nou component, Toni com a segon guitarra, publiquen l'àlbum titulat Con el tiempo y una caña, que els va produir Rosendo Mercado. Grup skinhead per excel·lència. Encara que la major part dels seus concerts van ser realitzats a Catalunya, la seva fama va recórrer tot el país. Madrid, Lleó, Bilbao o Oviedo van ser algunes de les ciutats visitades per la banda.
Després d'anys d'inactivitat, en 2014 van anunciar el seu retorn als escenaris mitjançant un comunicat al seu web on van informar d'un únic canvi en la formació, el guitarrista David Ocaña substituint Manel. Pocs mesos després van anunciar una gira sota el títol de "A por ellos! 2014" amb actuacions en (Bilbao, Madrid i Barcelona). El grup va editar un disc de vinil amb una cançó a cada cara: 'Barna 92' i '¡Camarero! Unas Focas A La Romana Que He Bisto La Boca De Dios Y He Dejado De Fumar'. Aquest disc era d'edició limitada i solament s'oferia durant els tres concerts.
En setembre de 2015, però, anuncien que el grup es dissol i que només continua Fray amb el nom del grup.
Al 2020 s'anuncia que el baixista original Manuel Alferez Canos ha mort, el 25/08/2020 a l'edat de 65 anys.
Al 2020 el guitarrista Jaume Llanos Orriols va ser detingut per prostituir a menors d'edat

## Discografia

### Senzills
- Paletas putrefactos (DRO / 1982)
- Paletas y bolingas (DRO / 1983)
- Matar o morir (DRO / 1984)
- Ningún nombre de mujer (DRO / 1985)
- Vacaciones en el Prat (DRO / 1986)
- Sangre dorada "Liquido vital" (DRO / 1986)
- Jefe Tucanuto (DRO / 1989)
- Tierras inhóspitas (DRO / 1989)
- ¡A por ellos! 2014 (Malicia Records / 2014)

### LP
- Caldo de pollo (DRO / 1984) En aquest disc, en lloc d'anomenar les cares del disc de vinil amb les lletres A i B, les van anomenar d i B respectivament (en al·lusió a la unitat de mesura decibel dB). Inclou les següents cançons[16]
  - Cara d:
    - 1. Piara indecente.
    - 2. Fill de puta.
    - 3. El sexo tenia un precio.
    - 4. Sóc un upstart
    - 5. Oi!, Oi!, Oi!
    - 6. Voca de Dios. (Saxofonista: Boris)

  - Cara B:
    - 1. Seminarista y los boy-scouts. (Saxofonista: Boris)
    - 2. Matar o morir.
    - 3. Local 15 Visitante 0.
    - 4. Córtate las venas.
    - 5. Dodot no ha muerto. En la versió posterior en CD es van afegir els temes Botas y tirantes i Putrefacto.
- Oi! (DRO / 1985)
- Vacaciones en el Prat (DRO / 1986)
- Vivo's 88 (DRO / 1987)
- Con el tiempo y una caña (DRO / 1989)
- Igual de borrachos pero mucho más orgullosos (DRO / 1996)

### Altres
- 2015 - A por ellos!! (CD+DVD En directe, Maldito Records / 2015)